# Minos (Dialog)

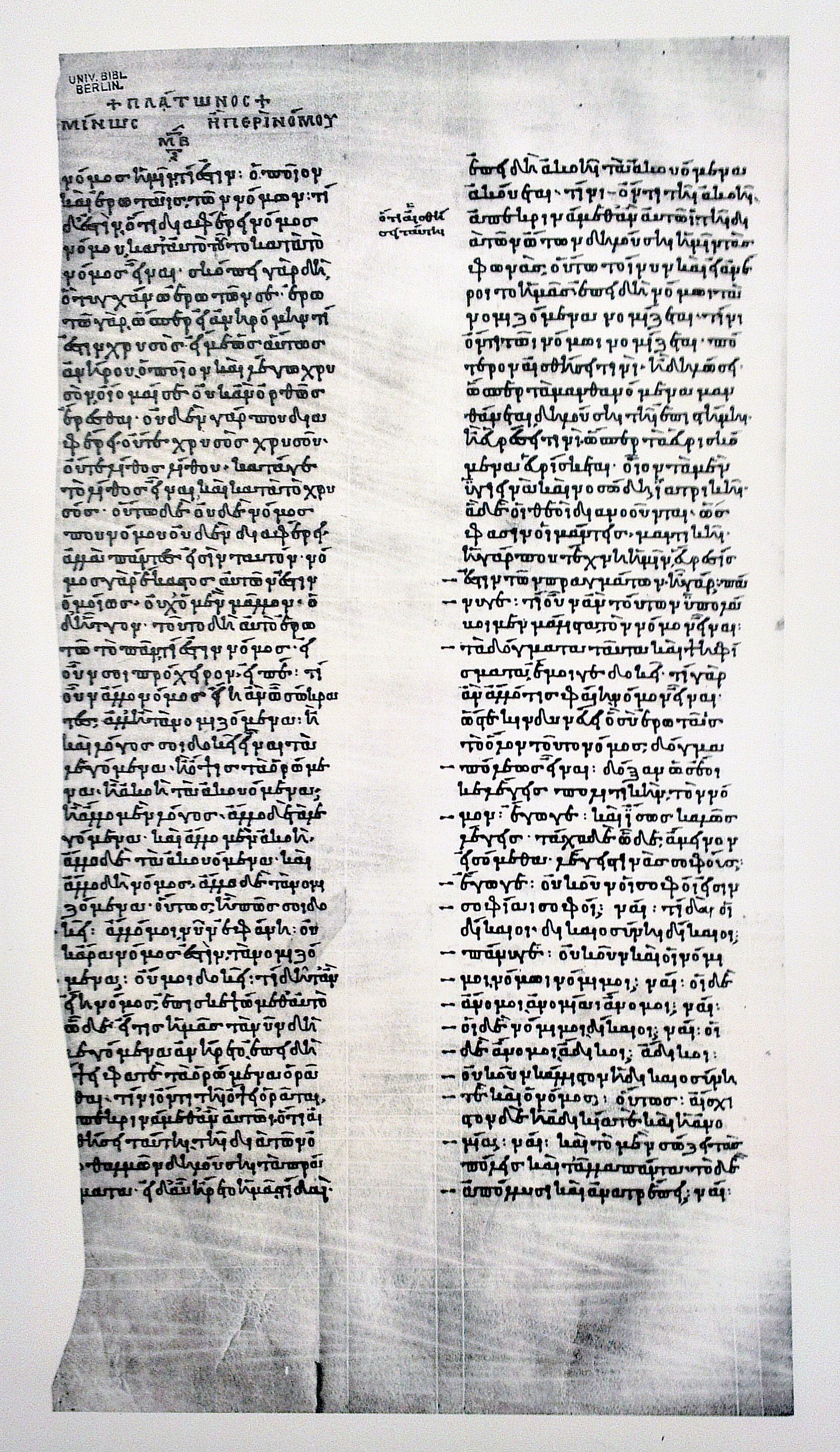
Der Anfang des Minos in der ältesten erhaltenen mittelalterlichen Handschrift: Paris, Bibliothèque Nationale, Gr. 1807 (9. Jahrhundert)

Der Minos (altgriechisch Μίνως Mínōs) ist ein kurzer literarischer Dialog in altgriechischer Sprache, der angeblich von Platon stammt, aber heute in der Forschung als unecht gilt. Der unbekannte Verfasser lebte im 4. Jahrhundert v. Chr.
Es wird ein fiktives Gespräch zwischen dem Philosophen Sokrates und einem nicht namentlich genannten Freund wiedergegeben. Sie erörtern die Frage der Norm, an der sich die staatliche Gesetzgebung auszurichten hat. Es zeigt sich, dass weder überlieferte Sitten noch willkürliche Beschlüsse einer gesetzgebenden Instanz eine unanfechtbare, schlechthin richtige Grundlage bieten können. Nach dem Befund der beiden Gesprächspartner muss sich ein weiser Gesetzgeber ebenso wie ein Verfasser von Fachliteratur an den objektiven, naturgesetzlichen Gegebenheiten orientieren, die für seinen Zuständigkeitsbereich gelten. Als klassisches Beispiel führt Sokrates die Gesetzgebung des kretischen Königs Minos an, die er als vorbildlich darstellt. Nach Minos ist daher der Dialog benannt. Er ist eine wichtige Quelle für die frühe Geschichte des Naturrechtsgedankens.

## Gesprächssituation und Dialoggestaltung
Eine einleitende Rahmenhandlung fehlt. Das Geschehen wird nicht von einem Berichterstatter erzählt, sondern setzt unvermittelt ein und wird durchgängig in direkter Rede wiedergegeben. Diese Darstellungsweise wird in der Fachliteratur als „dramatische Form“ bezeichnet. Wann und in welcher Umgebung sich der fiktive Dialog abspielt und aus welchem Anlass er begonnen wurde, teilt der Autor nicht mit. Der Schauplatz kann sich nur in Athen, der Heimatstadt des Sokrates, befinden. Einen Anhaltspunkt für die chronologische Einordnung bietet nur der Umstand, dass Sokrates, der 399 v. Chr. als Siebzigjähriger starb, ebenso wie sein Gesprächspartner schon in fortgeschrittenem Alter ist, wie aus einer Bemerkung am Schluss hervorgeht.
Die Gesprächsgestaltung folgt einem Muster, das dem Leser der echten Werke Platons aus den frühen Dialogen vertraut ist. Das Ziel ist wie gewöhnlich die richtige Definition eines Begriffs, in diesem Fall des Begriffs „Gesetz“ (griechisch nómos). Korrekt ist eine Definition, wenn sie die Beschaffenheit ihres Gegenstands genau angibt und damit dessen Besonderheit herausarbeitet. So soll das Wesen, die Natur des Untersuchungsobjekts philosophisch erfasst werden. Sokrates lenkt das gemeinsame Bemühen um Erkenntnis und bestimmt den Ablauf des dialogischen Geschehens. Mit Fragen findet er heraus, inwieweit Übereinstimmung über einzelne Annahmen und Bewertungen besteht, und vergewissert sich, dass eine gemeinsame Gesprächsbasis gegeben ist. Definitionsvorschläge werden der Reihe nach auf ihre Tauglichkeit geprüft.
Der Freund zeigt kaum ein eigenes Profil, er folgt willig – wenngleich manchmal nur zögernd – den Überlegungen des Sokrates. Im Lauf der Untersuchung wird in allen angesprochenen Punkten Übereinstimmung erzielt. Es gelingt aber nicht, die Ausgangsfrage zu klären, was ein Gesetz eigentlich ist, das heißt: wodurch es seines Namens würdig wird. Es bleibt offen, worin genau die Leistung eines guten Gesetzgebers besteht. Somit endet der Dialog in einer Aporie, einer Lage, in der sich keine Lösung abzeichnet.

## Inhalt
Der Dialog beginnt unvermittelt mit der Frage des Sokrates, was das Gesetz „für uns“ sei, das heißt: wie über die korrekte Bestimmung dieses Begriffs Einverständnis zu erzielen sei. Auf die Gegenfrage, was für ein Gesetz er meine, antwortet Sokrates mit einer Erläuterung. Er erklärt, es gehe ihm um das Gesetz schlechthin, um „Gesetz“ als allgemeinen Begriff. Der Begriff könne nicht Verschiedenartiges einschließen. So wie Gold in sich keine Unterschiedlichkeit aufweise und die Frage „Was für ein Gold?“ daher sinnlos sei, müsse auch das Gesetz, insoweit es um den Begriff als solchen gehe, etwas Einheitliches sein.
Der erste Definitionsvorschlag des Freundes lautet, Gesetz sei das Geltende, also das als herkömmliche Sitte Befolgte oder als traditionelle Einrichtung Anerkannte. Dagegen erhebt Sokrates den Einwand, dass das Sprechen vom Gesprochenen zu unterscheiden sei, das Sehen vom Gesehenen und das Hören vom Gehörten. So wie diese Tätigkeiten nicht anhand ihrer jeweiligen Erzeugnisse bestimmt werden können, ist nach Sokrates’ Verständnis das Wesen der Gesetzgebung, der gesetzgeberischen Tätigkeit, nicht durch den bloßen Hinweis auf ihr Erzeugnis zu erfassen. Vielmehr kommt es auf das Verstehen des Akts an. So wie optische und akustische Eindrücke Resultate des Wahrnehmens von etwas Vorhandenem sind, muss auch das als gesetzlich Anerkannte eine Art Eindruck sein – das Ergebnis eines Wahrnehmungsakts, der sich auf eine objektive Realität bezieht. Das für legal Befundene ist das Produkt des Erfassens einer objektiven Gegebenheit, die der Gesetzgeber entdeckt hat, so wie ein Sehender mit seinen Augen etwas herausfindet. Diesen Entdeckungsvorgang zu verstehen ist die Aufgabe dessen, der begreifen will, worin Gesetzgebung besteht. Der Freund sieht das ein.
Nun schlägt der Freund vor, das Gesetz als das zu bestimmen, was ein Staat in Kraft gesetzt hat, etwa wie es in der attischen Demokratie durch Volksentscheid geschieht. Demnach ist das Gesetz der Ausdruck derjenigen politischen Meinung, die sich jeweils durchgesetzt hat. Dies ist jedoch eine rein formale, wertfreie Definition, die hinsichtlich der Gerechtigkeit und Tauglichkeit einer Gesetzgebung nichts aussagt. Das empfinden Sokrates und sein Freund als unbefriedigend, denn sie sind beide der Überzeugung, das Gesetz müsse einen Wert darstellen, etwas Schönes und Gutes sein. Wenn das Gesetz ein Gut ist, dann gehört zu seinen Eigenschaften notwendigerweise die Gerechtigkeit. Dies trifft aber nicht auf alle Beschlüsse von gesetzgebenden Instanzen zu. Somit kann ein schlechter Beschluss, eine ungerechte Vorschrift gar nicht als „Gesetz“ bezeichnet werden. Gesetz im eigentlichen Sinn ist also nur das, was sich an einer „guten“, der Wahrheit entsprechenden Meinung orientiert. Eine wahre Meinung ist, wie Sokrates feststellt, eine Entdeckung (exheúresis „Findung“) des unwandelbar „Seienden“, einer objektiven, überzeitlichen Realität. Diese Wirklichkeit muss die Norm der Gesetzgebung sein. Das Gesetz „will“, wie Sokrates es ausdrückt, „ein Herausfinden des Seienden sein“. Dagegen richtet sich nun aber der Einwand des Freundes, die konkret bestehenden Gesetze seien veränderlich und in verschiedenen Staaten verschieden, was nicht der Fall wäre, wenn sie auf der Entdeckung eines naturgegebenen Sachverhalts basierten. Dabei beachtet der Freund nicht, dass Sokrates nur vom Willen gesprochen hat und nicht von dessen konkreter Verwirklichung im Einzelfall.
Nach der Überlegung, die Sokrates nun anstellt, muss das Gerechte immer und überall gerecht sein und das Schöne schön, ebenso wie Schweres stets schwer und Leichtes leicht ist. Also kann auch das Gesetzliche nicht wandelbar oder ortsabhängig sein. Wer das Seiende – die naturgemäße Norm – verfehlt, der weicht vom objektiv Gesetzlichen ab. In der Medizin, der Landwirtschaft, der Gärtnerei und der Kochkunst bestehen natürliche Gesetzmäßigkeiten, deren Kenntnis immer und überall von der jeweiligen Fachliteratur in gleicher Weise vermittelt wird. Ebenso gibt es auch in der Kunst der Verwaltung eines Staatswesens das schlechthin Richtige, das zu erkennen und zu verwirklichen die Aufgabe der zuständigen Fachleute, der Gesetzgeber, ist. Wenn diese Aufgabe korrekt erfüllt wird, verdient die schriftliche Fixierung des als richtig Erkannten die Bezeichnung „Gesetz“. Was aber zu Unrecht, ohne Kenntnis der natürlichen Norm, als Vorschrift festgelegt worden ist, das ist in Wirklichkeit gesetzwidrig, obwohl Unwissende es für ein gültiges Gesetz halten. Da die Norm des objektiv Gesetzlichen als Naturgegebenheit unveränderlich ist, dürfen auch die ihr folgenden Gesetze des Staates keiner Veränderung unterliegen. Wer an solchen Gesetzen etwas ändert, zeigt damit seine Inkompetenz. Die Gesetzgebung muss einem Fachmann vorbehalten bleiben, der die für seinen Zuständigkeitsbereich maßgeblichen Natursachverhalte kennt, so wie ein Landwirt, ein Sportlehrer oder ein Schafhirt über das für seinen Beruf wesentliche Fachwissen verfügt. Ein solcher Fachmann ist für Sokrates ein König; dabei denkt er nicht an gegenwärtige Herrscher, sondern an weise Könige der Vorzeit, die er für die idealen Gesetzgeber hält.
Damit wendet sich das Gespräch einer fernen Vergangenheit zu, von der Homer und Hesiod berichten. Sokrates hält die Angaben dieser Dichter für vertrauenswürdig. Nach seiner Darstellung sind die ältesten und besten Gesetze der Griechen diejenigen der Kreter. Ihre Urheber seien die Könige Minos und Rhadamanthys. Minos stehe bei den Athenern zu Unrecht in schlechtem Ruf, da ihn die Tragödiendichter als Bösewicht dargestellt hätten, um sich wegen eines alten Konflikts an ihm zu rächen. In Wirklichkeit sei Minos ein guter Herrscher gewesen. Er habe als Sohn des Gottes Zeus von seinem göttlichen Vater Belehrung empfangen und daher seinen Mitbürgern eine optimale Gesetzgebung hinterlassen. Aus diesem Weisheitsschatz habe der spartanische Gesetzgeber Lykurg geschöpft.
Sokrates gibt sich aber nicht damit zufrieden zu wissen, welche Gesetze die besten sind. Vielmehr kommt es aus seiner Sicht darauf an herauszufinden, wie eine gute Gesetzgebung die Seelen der Staatsbürger veredelt. Die beiden Gesprächspartner müssen einräumen, dass sie das nicht wissen. Abschließend bemerkt Sokrates, solche Unwissenheit sei für reife Männer wie sie eine Schande.

## Verfasser, Entstehungszeit und ideengeschichtliche Einordnung
In der modernen Forschung hat sich die Auffassung durchgesetzt, dass der Verfasser des Minos nicht Platon ist, sondern ein unbekannter Schriftsteller, der den Stil der Dialoge Platons imitiert hat. Die Unechtheit wird aus formalen und inhaltlichen Merkmalen abgeleitet. Es wird vorgebracht, der Autor habe von Platon szenische und argumentationstechnische Elemente übernommen, die er aber anders oder verkürzt verwende, oft ohne funktionalen Zusammenhang. Außerdem enthalte der Minos auch unplatonisches Gedankengut.
Die gegenteilige Position hat relativ wenige Anhänger. Ein namhafter Befürworter der Echtheit war der Philosoph Leo Strauss (1899–1973). Glenn R. Morrow vermutet einen Entwurf Platons, der unfertig geblieben sei. Er meint, es handle sich um ein Spätwerk des Philosophen, das etwa zur selben Zeit entstanden sei wie der Dialog Nomoi (Gesetze); vielleicht sei es ursprünglich als Einleitung zu diesem Werk gedacht gewesen.
Als Entstehungszeit wird meist die zweite Hälfte des 4. Jahrhunderts v. Chr. angenommen, doch kann ein Entwurf oder eine Urfassung schon in der ersten Hälfte entstanden sein. Offenbar gehörte der Verfasser der Platonischen Akademie an. Joachim Dalfen hat für eine frühe Datierung plädiert und dies ausführlich begründet. Er glaubt, dass der Minos und andere unechte Dialoge Arbeiten seien, mit deren Anfertigung Platon in den 380er Jahren seine ersten Schüler beauftragt habe. Mit dieser Hypothese erklärt Dalfen die Nähe dieser Werke zu Platons Frühschriften und das Fehlen von Elementen, die für die späteren echten Dialoge typisch sind. Damit widerspricht er der sehr verbreiteten Spätdatierung, die mit mutmaßlichen Berührungspunkten mit Platons späten Schriften begründet wird. Dalfens Frühdatierung setzt voraus, dass kein Zusammenhang mit dem Spätwerk Nomoi besteht. In der Forschung ist verschiedentlich darauf hingewiesen worden, dass trotz einer breiten thematischen Überschneidung kein Einfluss der Nomoi auf den Minos erkennbar sei. Dieser Ansicht ist neben Dalfen auch Carl Werner Müller, der konstatiert, die beiden Dialoge hätten abgesehen von der Thematik nichts miteinander zu tun. Müller meint zwar, dass die Anspielung auf das fortgeschrittene Alter der Gesprächspartner im Schlussteil des Minos einer Angabe in den Nomoi nachgebildet sei, doch erklärt er dies mit der Hypothese, der Schlussteil (321c4–d10) gehöre nicht zum ursprünglichen Text, sondern sei nachträglich angefügt worden. Diese Hypothese hat allerdings nicht die Zustimmung von Dalfen gefunden. Dalfen meint, der Schluss sei nicht künstlich aufgesetzt, sondern kompositionell mit dem Vorausgehenden verbunden und habe eine wesentliche Funktion: Er weise auf Platons Dialog Gorgias voraus, in dem die Antwort auf die im Minos offen gebliebene Frage gegeben werde.
Der Verfasser des Minos war anscheinend von der Lehre des Philosophen Antisthenes, eines älteren Zeitgenossen Platons, beeinflusst. Besonders die Vorstellung eines konkret in einem Staat bestehenden Gesetzes, das einer absoluten, zeitlosen Norm entspricht und daher schlechthin richtig ist, deutet auf Antisthenes, denn Platon war diesbezüglich anderer Auffassung. Platon sah in jeder Gesetzgebung einen prinzipiell unvollkommenen Versuch, das Besondere allgemein zu regeln; kein Gesetzestext könne jede situationsbedingt zu fällende Entscheidung vorwegnehmen. Auf die Logik, Erkenntnistheorie und Sprachphilosophie des Antisthenes dürfte die Forderung nach strenger Übereinstimmung von sprachlicher Bezeichnung, Begriff und Seiendem zurückzuführen sein.

## Zielsetzung und Interpretation
Der Verfasser des Minos wendet sich radikal gegen das in sophistischen Kreisen verbreitete, von Sokrates, Platon und den Platonikern bekämpfte relativistische Verständnis von Recht und Gerechtigkeit. Er weigert sich, die Gesetzgebung als bloße Konvention, Kodifizierung örtlicher Gewohnheiten und Ergebnis willkürlicher politischer Beschlüsse in den einzelnen Staaten aufzufassen. Zwar verwendet er den Begriff „Natur“ in diesem Zusammenhang nicht, doch denkt er strikt naturrechtlich, indem er ein „überpositives“ Recht annimmt, das dem vom Menschen gesetzten „positiven Recht“ übergeordnet sei. Demgemäß fordert sein Sokrates eine konsequent von der Naturrechtsvorstellung ausgehende Terminologie: Die Bezeichnung „Gesetz“ billigt er nur denjenigen staatlichen Bestimmungen zu, welche die von ihm angenommene objektive naturrechtliche Realität wiedergeben. Solche Bestimmungen basieren demnach auf der „Entdeckung“ einer naturgesetzlichen, überzeitlichen Wirklichkeit „Gesetz“, von deren Existenz der Autor überzeugt ist. In seinem Kampf gegen das sophistische Rechtsverständnis bedient er sich allerdings selbst sophistischer Ausdrucksweisen. Seine grundsätzliche Missbilligung von Gesetzesänderungen zielt auf die demokratischen Gepflogenheiten der Athener, die zu legislativen Neuerungen führen. Dieser wechselhaften Gesetzgebung stellt er die Stabilität in den nichtdemokratischen Staaten Kreta und Sparta als Vorbild entgegen. Damit bringt er eine in konservativen Kreisen Athens verbreitete Haltung zum Ausdruck: hohe Wertschätzung für das Althergebrachte, das „Väterliche“ oder „von den Vätern Ererbte“, insbesondere für die „väterliche Verfassung“, und generelles Misstrauen gegenüber politischen Veränderungen. Aus dieser Perspektive erscheint allein die Tatsache, dass etwas alt ist, als Beweis für gute Qualität. Dahinter steht ein kulturpessimistisches Geschichtsbild; die historische Entwicklung wird als Verfallsprozess der Zivilisation aufgefasst. Der Verfasser des Minos lässt seinen Sokrates behaupten, die von König Minos eingeführten Gesetze bestünden auf Kreta noch in der Gegenwart unverändert, und dies sei das beste Zeichen dafür, dass der kretische Gesetzgeber hinsichtlich der Staatslenkung die Wahrheit über das Seiende gut herausgefunden habe.

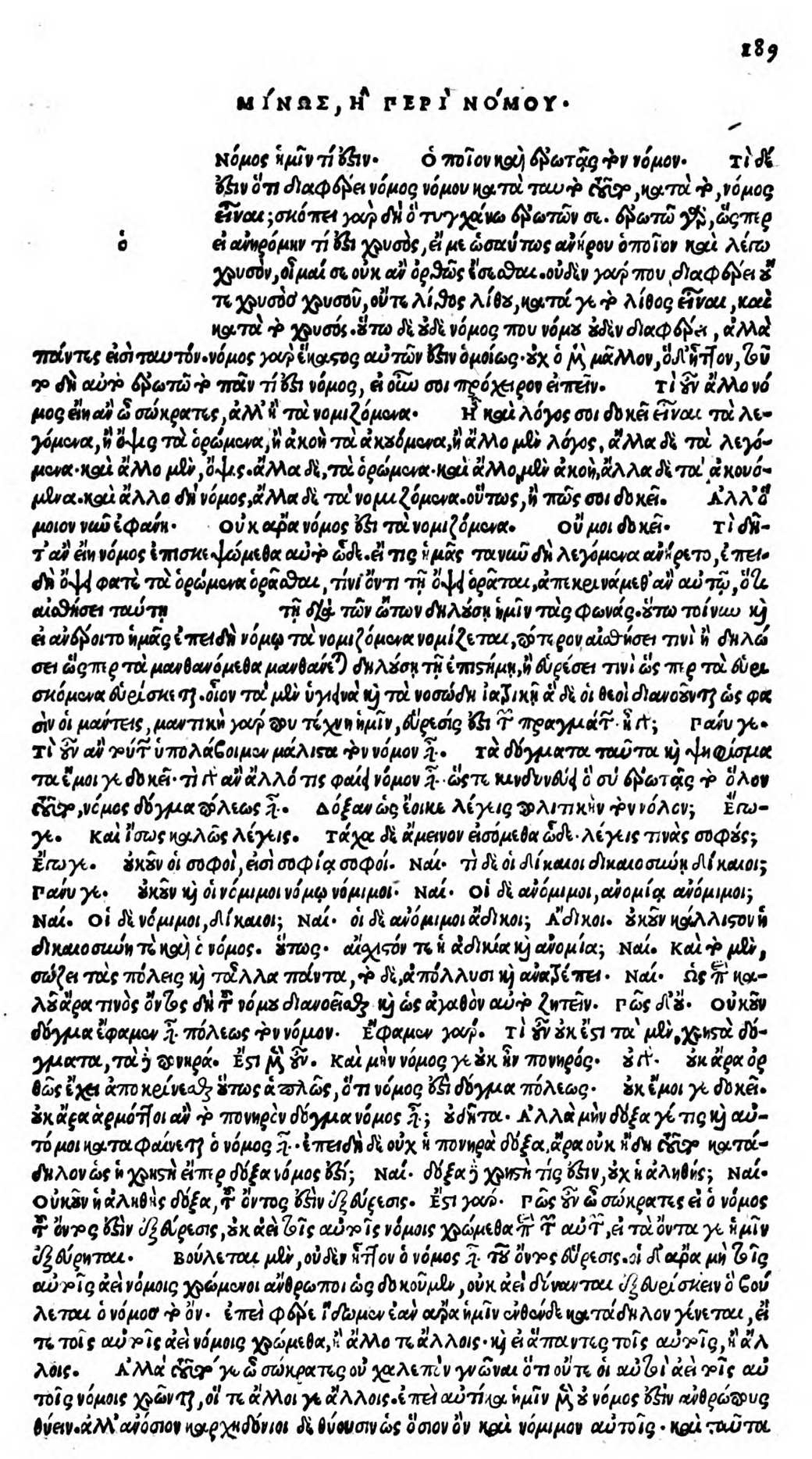
Der Anfang des Minos in der Erstausgabe, Venedig 1513

## Rezeption
Antike und Mittelalter
In der Antike zweifelte man nicht an der Echtheit des Minos. Mehrere Autoren – Strabon, Plutarch, Clemens von Alexandria und der spätantike Neuplatoniker Proklos – nahmen auf einzelne Stellen Bezug und nannten ausdrücklich Platon als Verfasser. In der Tetralogienordnung der Werke Platons, die anscheinend im 1. Jahrhundert v. Chr. eingeführt wurde, wurde der Minos in die neunte Tetralogie eingereiht. Der Philosophiegeschichtsschreiber Diogenes Laertios zählte ihn zu den „politischen“ Dialogen und gab als Alternativtitel Über das Gesetz an. Dabei berief er sich auf eine heute verlorene Schrift des Mittelplatonikers Thrasyllos.
Die antike Textüberlieferung des Minos beschränkt sich auf einige Fragmente einer Papyrus-Handschrift aus dem frühen 3. Jahrhundert.
Die älteste erhaltene mittelalterliche Minos-Handschrift wurde um die Mitte des 9. Jahrhunderts im Byzantinischen Reich angefertigt. Vermutlich war sie für die Bibliothek des kaiserlichen Palastes bestimmt. Bei den lateinischsprachigen Gelehrten des Westens war der Minos im Mittelalter unbekannt. Spätestens im 11. Jahrhundert entstand eine Übersetzung des Dialogs ins Armenische.
Neuzeit
Im Westen wurde der Minos im Zeitalter des Renaissance-Humanismus wiederentdeckt. Der Humanist Marsilio Ficino zweifelte nicht an der Echtheit; er übersetzte das Werk ins Lateinische. Ficino teilte die im Dialog vertretene Überzeugung, dass schlechte Einrichtungen nicht als Gesetze zu bezeichnen sind. Die Übersetzung veröffentlichte er 1484 in Florenz in der Gesamtausgabe seiner lateinischen Platon-Übersetzungen. Damit wurde der Dialog einem breiteren gebildeten Lesepublikum zugänglich. Die Erstausgabe des griechischen Textes erschien im September 1513 in Venedig bei Aldo Manuzio als Teil der ersten Gesamtausgabe der Werke Platons. Der Herausgeber war Markos Musuros. Der spanische Theologe und Philosoph Francisco Suárez († 1617), ein dezidierter Verteidiger des Naturrechtsgedankens, zog den Minos in Ficinos Übersetzung heran.
Die ersten Forscher, die den Dialog für unecht befanden, waren August Boeckh und Friedrich Schleiermacher. Boeckh äußerte sich in einer 1806 erschienenen Untersuchung, Schleiermacher nahm 1805 in der Einleitung seiner deutschen Minos-Übersetzung zur Echtheitsfrage Stellung. Sein Urteil über die literarische Qualität fiel vernichtend aus. Das Ende des Werks sei „fade und ungehörig“. Daran ändere die Vermutung der Unvollständigkeit nichts, denn es handle sich auf jeden Fall um eine „schlechte Arbeit“ und es sei unmöglich, dass „eine solche Anlage jemals zu etwas Gutem könnte gediehen sein“. „Absicht und Gang“ des Gesprächs seien unplatonisch, es werde mit „ganz unsokratischem Leichtsinn“ vorgegangen. Hinzu komme die Unbeholfenheit der Sprache. Ulrich von Wilamowitz-Moellendorff bezeichnete 1919 den Minos als Erzeugnis eines „ganz unphilosophischen und unplatonischen Verfassers“.
Seit der Mitte des 20. Jahrhunderts wird der Dialog oft als eine der ersten rechtsphilosophischen Schriften in der abendländischen Geistesgeschichte und als wichtige Quelle für die frühe Geschichte des Naturrechtsgedankens gewürdigt. In der neueren Forschung mehren sich positive Einschätzungen. Andre Archie und Joachim Dalfen sehen im Minos einen profunden und komplexen Dialog, Christopher J. Rowe hält ihn für ein in vieler Hinsicht anziehendes und vollendetes Werk. David Mulroy bezeichnet ihn als ein Werk von höchster Qualität, dessen Vorzüge allerdings nicht offenkundig seien. Er sei bemerkenswert kunstvoll und anregend. Claire McCusker verteidigt den Minos ausführlich gegen den Vorwurf der Inkohärenz und findet in dem Dialog Überlegungen, die auch für die aktuelle Naturrechtsdebatte relevant seien.

## Ausgaben und Übersetzungen
- Gunther Eigler (Hrsg.): Platon: Werke in acht Bänden, Band 8/2, 4. Auflage, Wissenschaftliche Buchgesellschaft, Darmstadt 2005, ISBN 3-534-19095-5, S. 517–553 (Abdruck der kritischen Ausgabe von Joseph Souilhé, Paris 1930, mit einer von Klaus Schöpsdau überarbeiteten Fassung der deutschen Übersetzung von Hieronymus Müller, Leipzig 1866)
- Joachim Dalfen (Übersetzer): Platon: Minos. Übersetzung und Kommentar (= Ernst Heitsch, Carl Werner Müller (Hrsg.): Platon: Werke. Übersetzung und Kommentar, Band IX 1). Vandenhoeck & Ruprecht, Göttingen 2009, ISBN 978-3-525-30432-7, S. 11–24
- Franz Susemihl (Übersetzer): Minos. In: Erich Loewenthal (Hrsg.): Platon: Sämtliche Werke in drei Bänden, Bd. 1, unveränderter Nachdruck der 8., durchgesehenen Auflage, Wissenschaftliche Buchgesellschaft, Darmstadt 2004, ISBN 3-534-17918-8, S. 891–905